# 千年新町
千年新町（ちとせしんちょう）は、神奈川県川崎市高津区の地名。丁目のない単独行政地名。住居表示未実施区域。

## 地理
高津区の南東部に位置し、南と西に千年、北西に新作、北東に中原区新城、南東に中原区下新城と接している。

### 地価
住宅地の地価は、2024年（令和6年）1月1日の公示地価によれば、千年新町8番3の地点で42万1000円/m²となっている。（2025年は休止）

## 歴史

### 沿革
- 1954年（昭和29年）10月 - 耕地整理により、て千年字大耕地の一部を分離し、千年新町を新設。川崎市千年新町となる。
- 1972年（昭和47年）4月1日 - 川崎市が政令指定都市に指定され、高津区が設立。川崎市高津区千年新町となる[5][7]。

## 世帯数と人口
2025年（令和7年）6月30日現在（川崎市発表）の世帯数と人口は以下の通りである。
| 大字     | 世帯数    | 人口    |
| -------- | --------- | ------- |
| 千年新町 | 1,613世帯 | 3,094人 |

### 人口の変遷
国勢調査による人口の推移。
| 年                 | 人口  |
| ------------------ | ----- |
| 1995年（平成7年）  | 2,267 |
| 2000年（平成12年） | 2,634 |
| 2005年（平成17年） | 3,177 |
| 2010年（平成22年） | 3,062 |
| 2015年（平成27年） | 2,909 |
| 2020年（令和2年）  | 2,895 |

### 世帯数の変遷
国勢調査による世帯数の推移。
| 年                 | 世帯数 |
| ------------------ | ------ |
| 1995年（平成7年）  | 936    |
| 2000年（平成12年） | 1,145  |
| 2005年（平成17年） | 1,423  |
| 2010年（平成22年） | 1,467  |
| 2015年（平成27年） | 1,466  |
| 2020年（令和2年）  | 1,502  |

## 学区
市立小・中学校に通う場合、学区は以下の通りとなる（2024年3月時点）。
| 番・番地等 | 小学校           | 中学校           |
| ---------- | ---------------- | ---------------- |
| 全域       | 川崎市立橘小学校 | 川崎市立橘中学校 |

## 事業所
2021年（令和3年）現在の経済センサス調査による事業所数と従業員数は以下の通りである。
| 大字     | 事業所数 | 従業員数 |
| -------- | -------- | -------- |
| 千年新町 | 44事業所 | 253人    |

### 事業者数の変遷
経済センサスによる事業所数の推移。
| 年                 | 事業者数 |
| ------------------ | -------- |
| 2016年（平成28年） | 45       |
| 2021年（令和3年）  | 44       |

### 従業員数の変遷
経済センサスによる従業員数の推移。
| 年                 | 従業員数 |
| ------------------ | -------- |
| 2016年（平成28年） | 298      |
| 2021年（令和3年）  | 253      |

## 施設
- 千年新町住宅

## その他

### 日本郵便
- 郵便番号 : 213-0021[3]（集配局 : 高津郵便局[18]）

### 警察
町内の警察の管轄区域は以下の通りである。
| 町丁     | 番・番地等 | 警察署     | 交番・駐在所 |
| -------- | ---------- | ---------- | ------------ |
| 千年新町 | 全域       | 高津警察署 | 千年交番     |